# South West Peninsula Football League
De South West Peninsula Football League is een Engelse voetbalcompetitie voor clubs uit de regio's Cornwall en Devon, en is ontstaan in 2007 uit een fusie tussen de Devon County League en de South Western League.
De competitie bestaat uit drie divisies, waarvan één op het tiende niveau van de Engelse voetbalpiramide en twee op het elfde niveau. De hoogste divisie is de Premier Division met twintig clubs, en daaronder bevinden zich Division One East en Division One West, met respectievelijk 18 en 16 clubs.
Clubs in de Premier Division kunnen promoveren naar de Western League Premier Division en degraderen naar Division One East of Division One West, afhankelijk van de geografische ligging. Clubs in Division One East en Division One West kunnen promoveren naar de Premier Division en degraderen naar een zestal competities op het twaalfde niveau.
De competitie heeft een eigen bekertoernooi, dat wordt gesponsord door Walter C. Parson Funeral Directors en heet daarom de Walter C. Parson Cup.

## Clubs in het seizoen 2014/15
| Premier Division - Bodmin Town - Bovey Tracey - Callington Town - Camelford - Cullompton Rangers - Elburton Villa - Elmore - Exmouth Town - Falmouth Town - Godolphin Atlantic - Ivybridge Town - Launceston - Newquay - Plymouth Parkway - Stoke Gabriel - St Austell - St Blazey - Saltash United - Torpoint Athletic - Witheridge | Division One East - Alphington - Appledore - Axminster Town - Brixham - Budleigh Salterton - Crediton United - Galmpton United - Exwick Villa - Liverton United - Newton Abbot Spurs - Okehampton Argyle - Plymstock United - Sidmouth Town - St. Martins - Tavistock - Teignmouth - Totnes & Dartington - University of Exeter | Division One West - Bude Town - Dobwalls - Helston Athletic - Holsworthy - Illogan RBL - Liskeard Athletic - Millbrook - Mousehole - Penryn Athletic - Penzance - Perranporth - Porthleven - St. Dennis - Sticker - Vospers Oak Villa - Wadebridge Town |